# Mocho-pigmeu

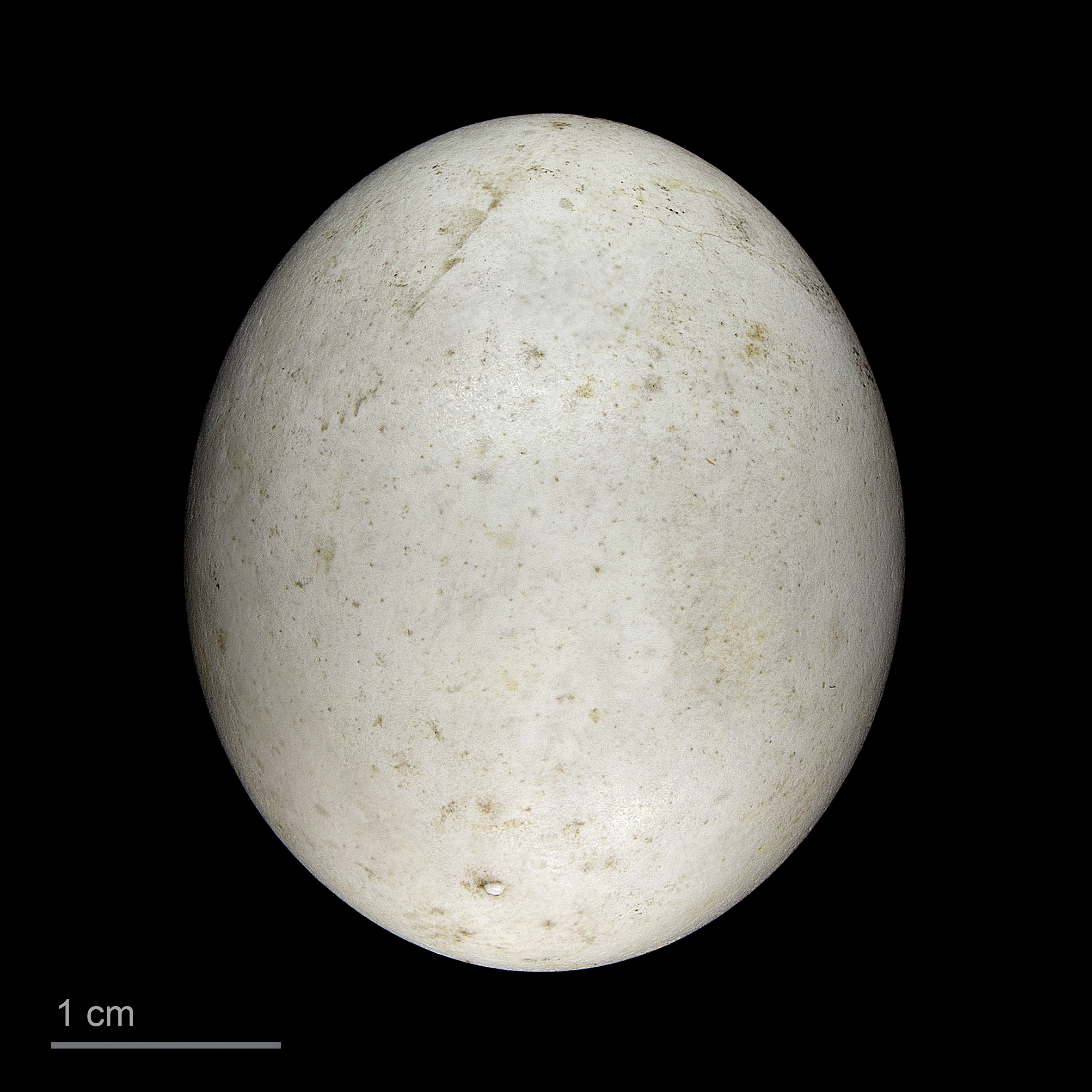
ovo de Glaucidium passerinum - MHNT

Mocho-pigmeu-eurasiático, mocho-anão ou mocho-pigmeu (Glaucidium passerinum) é uma espécie de ave da família Strigidae. Pode ser encontrada na Alemanha, Áustria, Bielorrússia, Bósnia e Herzegovina, Bulgária, Cazaquistão, China, Croácia, República Checa, Eslováquia, Eslovênia, Espanha, Estônia, Finlândia, França, Grécia, Itália, Letônia, Lituânia, Liechtenstein, Mongólia,  Montenegro, Noruega, Polônia, Romênia, Rússia, Sérvia, Suécia, Suíça e Ucrânia.